# Bruchophagus soror
Bruchophagus soror är en stekelart som först beskrevs av Girault 1915.  Bruchophagus soror ingår i släktet Bruchophagus och familjen kragglanssteklar. Inga underarter finns listade.